# 阳关大曲
阳关大曲，是中华人民共和国贵州省贵阳市乌当区出产的一种以当地高粱为主要原料的大曲浓香型白酒。阳关大曲于1957年酒厂成立后就开始生产。1983年，获得第三届贵州名酒称号（白酒类）。1986年，第四届贵州名优酒品牌选拔中，他名列铜奖。1986年，获得贵州省农业系统优质奖。